# Можаєв Микола Васильович
Мико́ла Васи́льович Можа́єв (нар. 22 травня 1928, Можаєвка — пом. 26 березня 2018, Можаєвка) — український скульптор; член Спілки радянських художників України з 1960 року. Чоловік скульпторки Ельвіни Можаєвої.

## Біографія
Народився 22 травня 1928 року на хуторі Можаєвці (нині Тарасовський район Ростовської області, Росія) в селянській сім'ї. Протягом 1937—1945 років навчався у Можаєвській початковій школі, потім у Роговській середній школі. У роки німецько-радянської війни працював у колгоспі причіпником на тракторі, скидав важкі валки пшениці з косарки, працював конюхом, пожежником у лісгоспі.
Після закінчення 8 класів у 1945 році вступив до Ворошиловградського державного художнього училища на скульпторське відділення. Навчався у Олександра Фільберта, Василя Агібалова, Віктора Мухіна, Н. Іванцової. Під час навчання, у 1946—1947 роках, брав участь у монументально-скульптурному оформленні Ворошиловоградського російського драматичного театру — скульптура «Слава». 1950 року закінчив училище. Дипломна робота — «Цих років не змовкне Слава».
Після закінчення навчання вступив до Харківського художнього інституту, проте через матеріальні труднощі залишив навчання. Протягом 1950-х—1980-х років працював на Ворошиловградському художньо-виробничому комбінаті. Працював зі своїми вчителями. Очолював бригаду скульпторів та форматорів, разом відновлювали зруйновані війною клуби, палаци культури, оформляли нові. Жив у Ворошиловграді в будинку на 4-му Залізничному провулку, № 12. З розпадом Радянського Союзу з 1993 року став громадянином Росії, але продовжував працювати в Луганських майстернях. Жив у Луганську в будинку на вулиці Московській, № 1, квартира № 105.
Останні роки життя жив на рідному хутоці Можаєвці в Ростовській області. Помер у Можаєвці 26 березня 2018 року, там і похований.

## Творчість
Працював у галузі декоративної та монументальної станкової скульптури. Серед робіт:
станкова скульптура
- «Господарка колгоспних ланів» (1960);
- «Олександр Пархоменко у Володимира Леніна» (1969, бронза; у співавторстві з Миколою Щербаковим);
- "Портрет голови Донецького ревкому Ф. «Подтьолкова» (1971, граніт);
- «Посланець Сидора Ковпака» (1971, чавунобетон);
- «Леся Українка» (1971);
- «Тарас Шевченко» (1994).

скульптурні композиції
- «Нахальонок» (1976; 1980);
- «Дід Щукар» у Можаєвці (1980, у співавторстві);
- «Григорій та Аксинія» у станиці Вешенській (1982, у співавторстві).

пам'ятники і пам'ятні знаки
- надгробний пам'ятник Олександру Пархоменку у Луганську (1953);
- пам'ятний знак «Клятва» у Сорокиному (1954);
- монумент на честь молодогвардійців «Батьківщина-мати» у Сорокиному (1956, у співавторстві з Миколою Щербаковим);
- пам'ятник Володимиру Леніну в смт Нижньогірський (1979);
- пам'ятник Володимиру Леніну в Довжанську (1980);
- пам'ятник Володимиру Леніну в Новоайдарі (1981);
- меморіальний комплекс «Нескорені» у Сорокиному (1982, у співавторстві з Григорієм Слєпцовим);
- пам'ятник Михайлу Шолохову у станиці Вешенській (1984);
- пам'ятний знак «Майстровий гарматних справ» у Луганську (1995);
- пам'ятник Кіндрату Булавіну у Трьохізбенці (1998);
- пам'ятний знак «Немає уз святіше за братерство» у Слов'яносербську (2003);
- монумент «Слово о полку Ігоревім (Князь Ігор)» у Станиці Луганській (2003, у співавторстві);
- пам'ятник Володимиру Далю у Луганську (2004);
- пам'ятник Михайлу Шолохову у Міллеровому (2007);
- пам'ятник Володимиру Далю у Євпаторії (2010);

Також автор:
- посмертної маски Михайла Шолохова (1984, Державний музей-заповідник Михайла Шолохова);
- проєкту пам'ятника «Жертвам голодомору 1932—1933 років на Луганщині» (2008).

У 1952 році вперше взяв участь на мистецькій виставці «Художники Донбасу», брав участь у всеукраїнських — з 1957 року, всесоюзних та міжнародних — з 1958 року. Персональні вистаки відбулися у Лисичанську 2009 році, Ростові-на-Донуу у 2015 році.
Деякі роботи скульптора зберігаються в Луганському художньому музеї, Лисичанському краєзнавчому музеї.

## Відзнаки
- Заслужений художник УРСР (1983; за меморіальний комплекс «Нескорені»)[1];
- Російська республіканська премія імені Михайла Шолохова (1996);
- Орден преподобного Нестора Літописця (за монумент «Слово о полку Ігоревім»)[1];
- Подяка губернатора Ростовської області Василя Голубєва (2013, за значний внесок у розвиток культури Ростовської області)[1];
- Медаль ордена «За заслуги перед Вітчизною» (Указ Президента Російської Федерації)[1];
- Медаль ордена «За заслуги перед Ростовською областю» (2016)[1].